# Bloc cupulaire de La Guettaz
Le bloc cupulaire de La Guettaz, ou de La Gaittaz, est une pierre à cupules située en France, sur la commune de Billième, dans le département de la Savoie, en région Auvergne-Rhône-Alpes.
La pierre fait l'objet d'un classement au titre des monuments historiques depuis le 9 mai 1939.

## Localisation
La pierre de La Guettaz est située dans le département français de Savoie, sur la commune de Billième. Avec quatre autres sites, elle fait partie des blocs cupulaires de Billième, une série de pierres à cupules réparties en cercle autour de ce village.

## Historique
Le site a été fouillé en 1923 par Joseph Tournier, en 1937 par Anthelme Dubiez, en 1971 et 1972 par Lucien Lagier-Bruno, en 1983 par Bernard Quinet et en 1990 par Françoise Ballet et Philippe Raffaelli.
La pierre a été classée au titre des monuments historiques le 9 mai 1939.

## Description
Il s'agit d'un bloc erratique, creusé de cupules datées de l'Âge du bronze. Son sommet en compte 71. Ce sont de petites dépressions concaves, de forme circulaire ou ovale, de quelques centimètres de diamètre, faites par l'homme.
Sous la pierre, des fouilles effectuées par Joseph Tournier ont mis au jour un marteau-burin poli de quartzite, « facile à tenir à la main et usé à dessein à l'une de ses extrémités en forme de ciseau ; il porte des marques de travail humain et d'utilisation incontestables ». Il est conservé au musée de l'Institut St-Anthelme, à Belley. Un autre galet semblable a été trouvé à proximité, ainsi que des tessons de poterie rouge gallo-romaine.

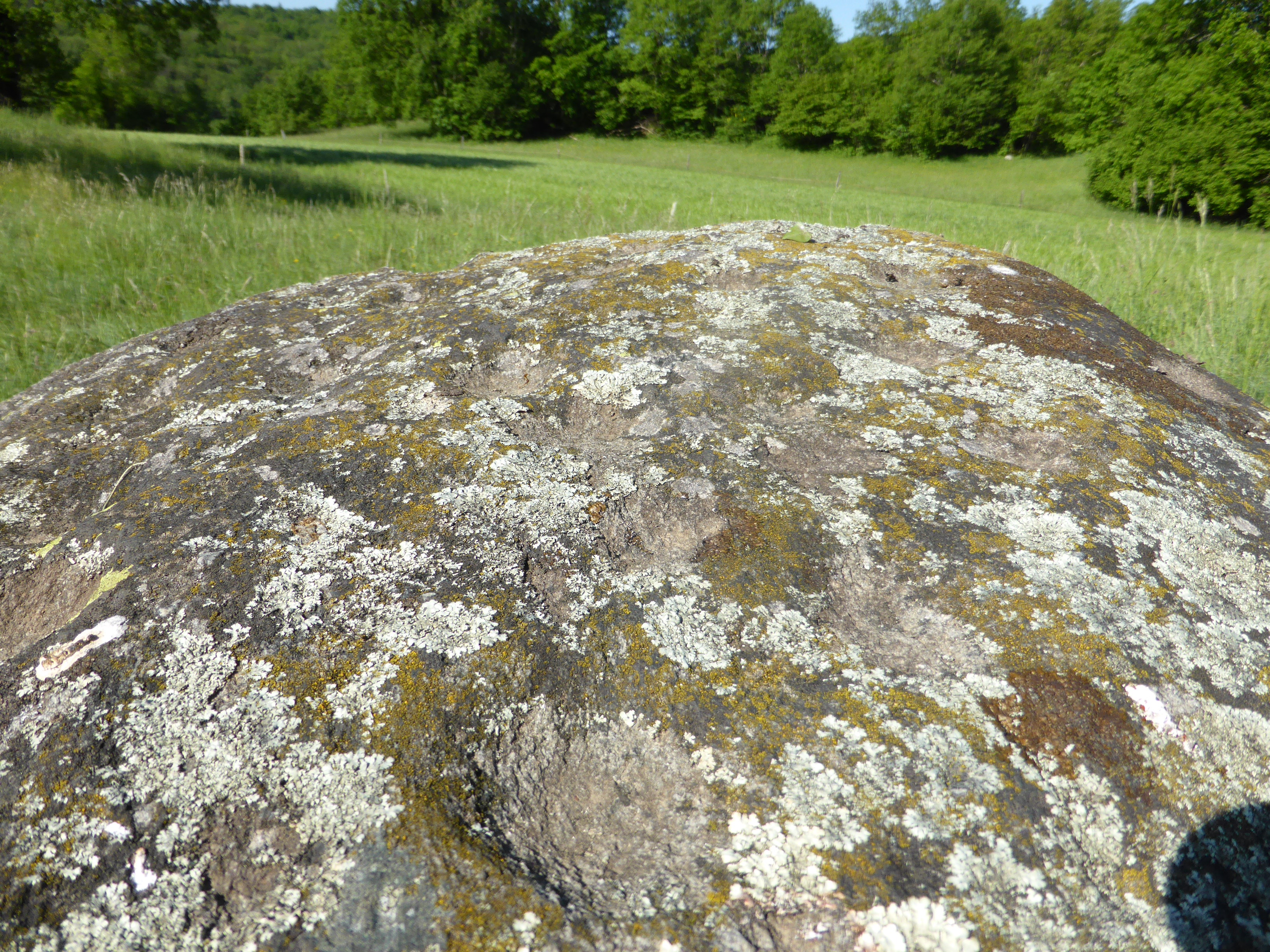
Le sommet de la pierre.
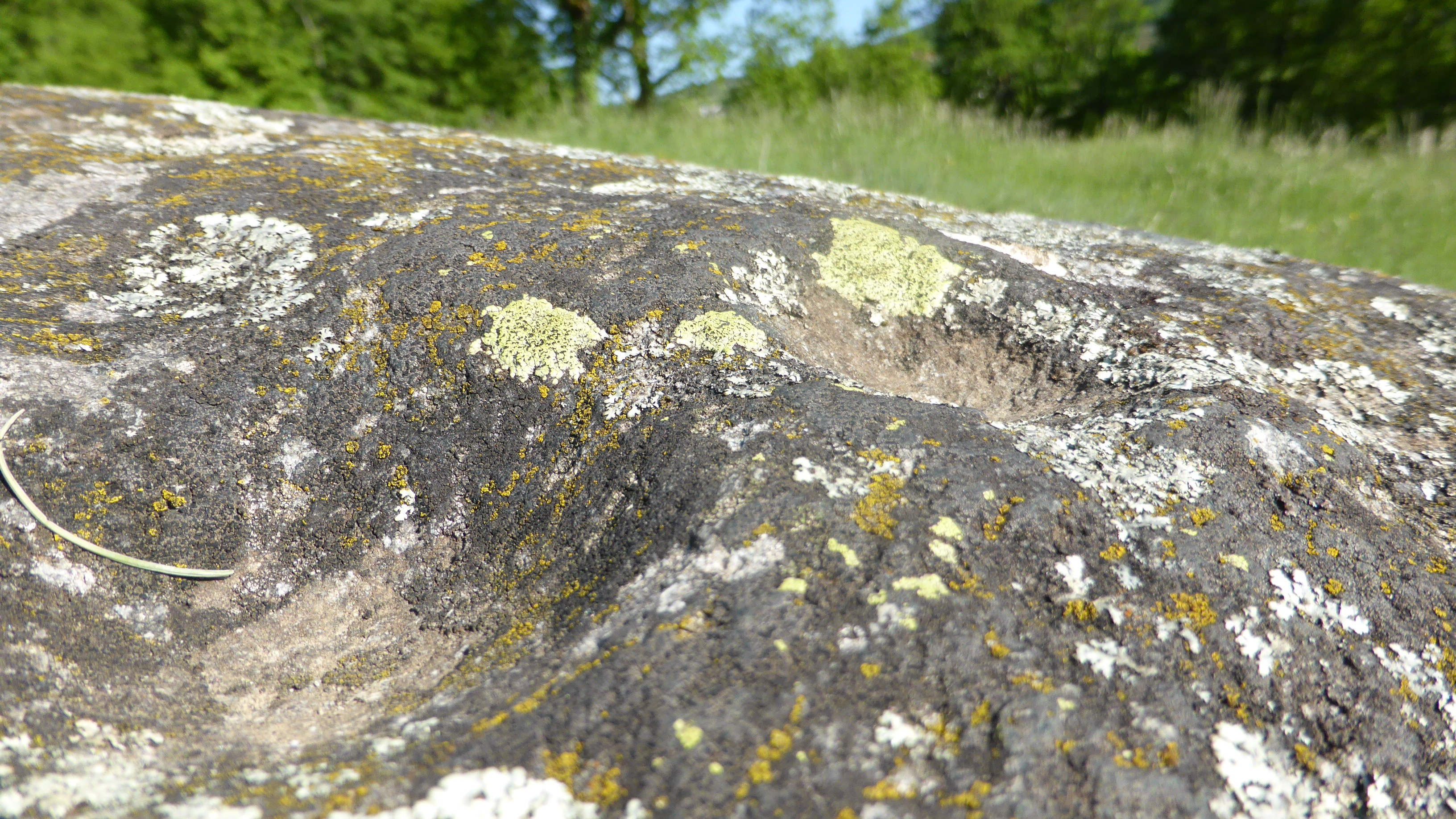
Deux cupules.
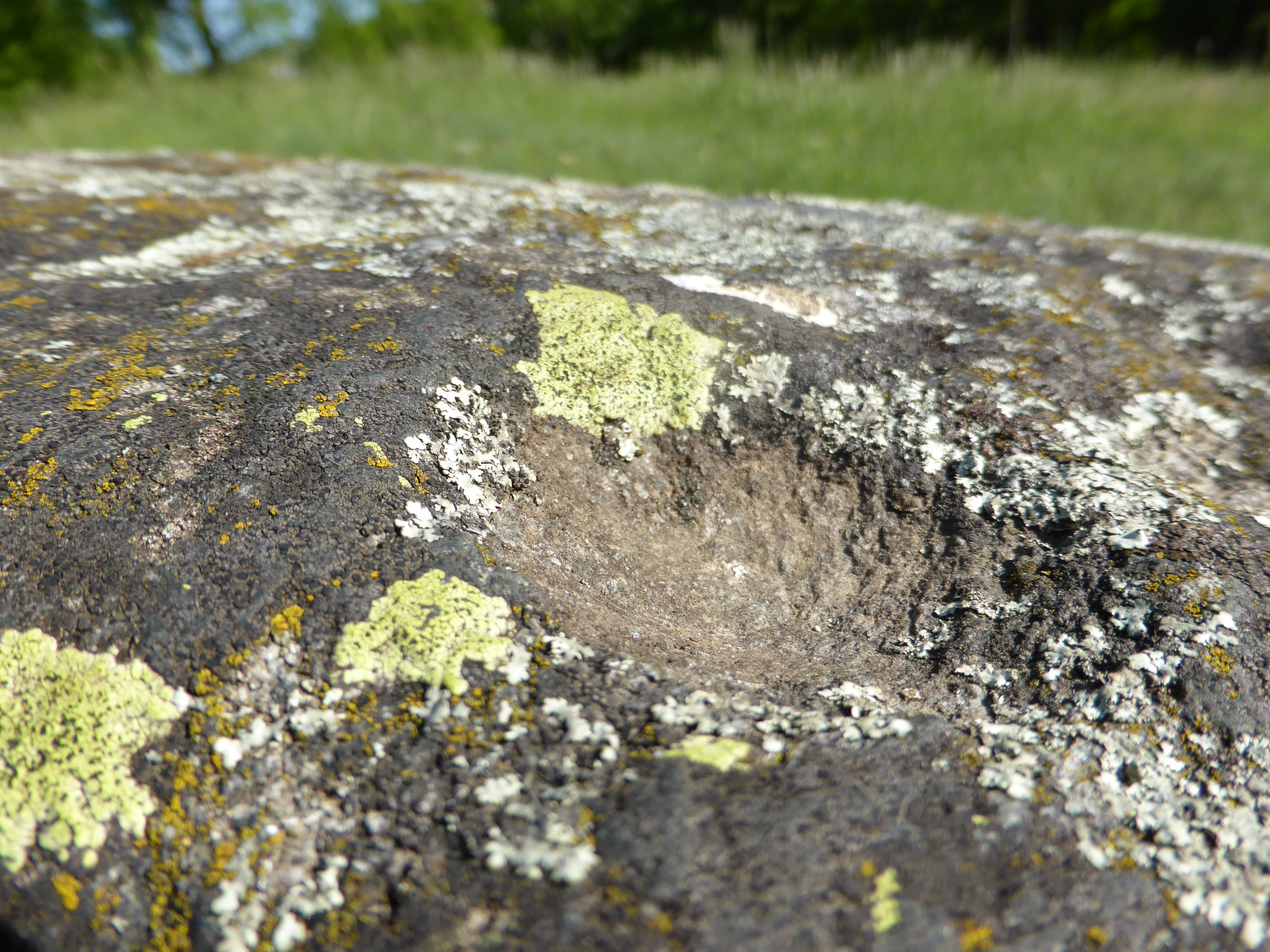
Détail de l'image précédente.